# ルカン級潜水艦
| ルカン級潜水艦   | ルカン級潜水艦                                                                                                |
| ---------------- | --- |
| 写真は「モース」 | |
| 艦級概観         | |
| 艦種             | 一等潜水艦 |
| 艦名             | |
| 前級             | オバーン級 |
| 次級             | ルドゥタブル級                                                                                                |
| 性能諸元         | |
| 排水量           | 水上：947トン 水中：1,150 - 1,441トン                                                                         |
| 全長             | 78.3 m |
| 全幅             | 6.84 m |
| 吃水             | 5.1 m（水上）                                                                                                 |
| 機関             | 水上：スルザー・シュナイダー式ディーゼル機関2基 水中：電気モーター2基 2軸推進                                 |
| 最大出力         | 水上：2,900 hp 水中：1,800 hp                                                                                 |
| 最大速力         | 水上：15.0ノット 水中：9.0ノット                                                                              |
| 航続距離         | 水上：10ノット/6,650海里 水中：5ノット/105海里                                                                |
| 燃料             | 重油：116トン（常備）+51トン（バラストタンク）                                                                |
| 乗員             | 51名 |
| 兵装             | 1917年型 10 cm（45口径）単装速射砲2基 55.0 cm水中魚雷発射管単装6門（前部4門・旋回2門・後部2門、予備魚雷16本） |

ルカン級潜水艦（フランス語：Les Sous-marin Classe Requin）は、フランス海軍の潜水艦の艦級でフランス海軍では一等潜水艦に類別していた。1,000トン型とも言われる。

## 概要

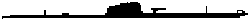
本級の艦形図

本級はフランス本国の沿岸防御と、植民地への通商保護のためにフランス海軍の1922年度海軍計画において600トンの二等潜水艦「シルセ級」と共に、1,000トンの一等潜水艦6隻と1923年度計画で追加で3隻の計9隻の建造が承認・建造されたクラスである。9隻は1926年から1928年にかけて竣工したが、建造から10年が経った.1937年から1938年にかけて近代化改装後が行われ、バラストタンクの一部を燃料タンクに改造して航続距離を増大させたり、対空兵装が強化された物もあった。

## 武装
艦体の前部に55 cm水中魚雷発射管を片舷2門ずつ計4門を配置した。甲板上には「10 cm（45口径）速射砲」を単装砲架で1基を配置した。司令塔は楕円筒型でその後方の後部甲板の側面はスリット状になっており、後部甲板の下に旋回式の55 cm連装魚雷発射管1基2門を配置していた。艦体後部には後部55 cm水中魚雷発射管を片舷1門ずつ計2門を配置した。
1930年代の近代化改装後には水の抵抗を抑えるために側面のスリットは廃止された。

## 同型艦
- ルカン（Requin）

シェルブール造船所にて1923年に起工、1924年7月19日に進水、1926年5月に就役。1942年12月8日にドイツ軍に鹵獲され、イタリア海軍に供与され「FR113」として就役後、1943年9月9日に自沈。
- スーフルール（Souffleur）

シェルブール造船所にて1923年に起工、1924年1月10日に進水、1926年8月に就役。1941年6月25日にイギリス潜水艦「バシアン」の攻撃を受け撃沈。
- モース（Morse）

シェルブール造船所にて1923年に起工、1925年11月11日に進水、1928年2月に就役。1940年6月16日に撃沈。
- ナーヴァル（Narval）

シェルブール造船所にて1923年に起工、1925年9月5日に進水、1926年7月に就役。1940年6月に自由フランス海軍に移籍。同年12月15日に機雷により撃沈。
- モルスアン（Marsouin）

ブレスト造船所にて1923年に起工、1924年12月27日に進水、1927年9月に就役。1942年11月自由フランス海軍に移籍。1946年除籍後、2月に解体処分。
- ドーファン（Dauphin）

トゥーロン造船所にて1923年に起工、1925年4月2日に進水、1927年11月に就役。1942年12月8日にドイツ軍に鹵獲され、イタリア海軍に供与され「FR115」として就役後、1943年9月15日に自沈。
- エスパドン（Espadon）

トゥーロン造船所にて1924年に起工、1926年5月28日に進水、1927年12月に就役。1942年12月8日にドイツ軍に鹵獲され、イタリア海軍に供与され「FR114」として就役後、1943年9月15日に自沈。
- カイマン（Caïman）

シェルブール造船所にて1924年に起工、1927年3月3日に進水、同年12月に就役。1942年11月27日に撃沈。
- フォック（Phoque）

ブレスト造船所にて1924年に起工、1926年3月16日に進水、1928年5月に就役。1942年12月8日にドイツ軍に鹵獲され喪失。